# Avalpoondurai
Avalpoondurai es una ciudad y nagar Panchayat situada en el distrito de Erode en el estado de Tamil Nadu (India). Su población es de 11789 habitantes (2011). Se encuentra a 14 km de Erode y 47 km de Tiruppur.

## Demografía
Según el censo de 2011 la población de Avalpoondurai era de 11789 habitantes, de los cuales 5813 eran hombres y 5976 eran mujeres. Avalpoondurai tiene una tasa media de alfabetización del 73,53%, inferior a la media estatal del 80,09%: la alfabetización masculina es del 82,48%, y la alfabetización femenina del 64,83%.